# Tahuantinsuyoa macantzatza
Tahuantinsuyoa macantzatza, conosciuto in ambito acquariofilo come Inca Stone (Pietra Inca), è un pesce d'acqua dolce appartenente alla famiglia Cichlidae, sottofamiglia Cichlasomatinae

## Distribuzione e habitat
Questa specie è originaria del Perù, nel bacino del fiume Aguaytía.

## Descrizione
Presenta un corpo allungato, compresso ai fianchi, con testa grande e muso appuntito. La pinna dorsale è bassa, retta da raggi erettili, ma nella parte finale si alza e diventa simmetrica ed opposta alla pinna anale. La pinna caudale è a delta, con profilo tondeggiante. Le pinne ventrali sono appuntite. La livrea prevede un fondo variabile, dal grigio rosato al sabbia e all'ocra. Il muso è screziato da una fitta rete di linee irregolari e puntini ocra e verde dai riflessi metallici, che tendono a irregimentarsi in chiazze al centro di ogni scaglia formando linee orizzontali regolari lungo tutto il corpo. Una linea curva nera attraversa verticalmente l'occhio e la testa, mentre dall'occhio parte una fascia irregolare nera che forma un ocello nero sui fianchi. Altre linee verticali brune compaiono lungo i fianchi. La pinna dorsale è azzurra, screziata con riflessi metallici all'apice e giallo arancio vicino al peduncolo caudale, orlata di rosso e azzurro, come l'anale. La coda è trasparente, puntinata di chiaro, d'azzurro e ocra, orlata di giallo e rosso, le pinne ventrali sono trasparenti, tendenti al giallo rossastro.
Raggiunge una lunghezza massima di 12 cm.

## Riproduzione
Una volta deposte le uova, entrambi i genitori montano la guardia al nido, proteggendo poi la prole in bocca (sono incubatori orali larvofili).

## Acquariofilia
Non molto diffuso in commercio, è allevato dagli appassionati per via del suo interessante comportamento riproduttivo.